# Javier Zanetti
Javier Adelmar Zanetti (* 10. August 1973 in Buenos Aires) ist ein ehemaliger argentinischer Fußballspieler. Er ist Rekordspieler und war langjähriger Kapitän von Inter Mailand.
Während seiner Vereins-Karriere hat Zanetti insgesamt fünf italienische Meisterschaften, viermal den italienischen Pokal, vier Mal den italienischen Supercup sowie je einmal die UEFA Champions League (2010), die FIFA-Klub-Weltmeisterschaft (2010) und den UEFA-Pokal (1998) gewonnen. Mit 615 Partien ist er der Spieler mit den viertmeisten Einsätzen in der höchsten italienischen Liga.

## Karriere

### Im Verein

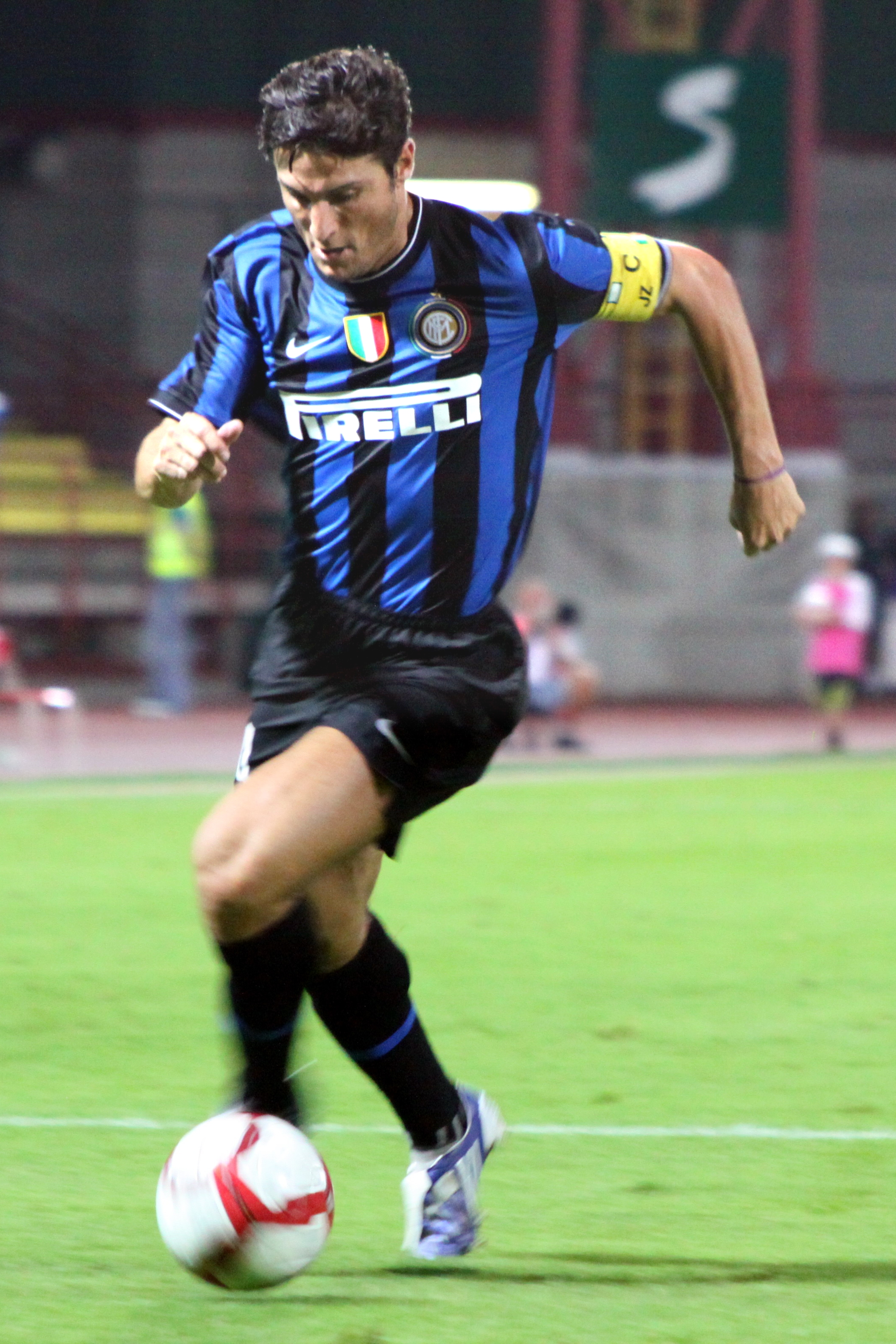
Zanetti im Trikot von Inter Mailand (2009)

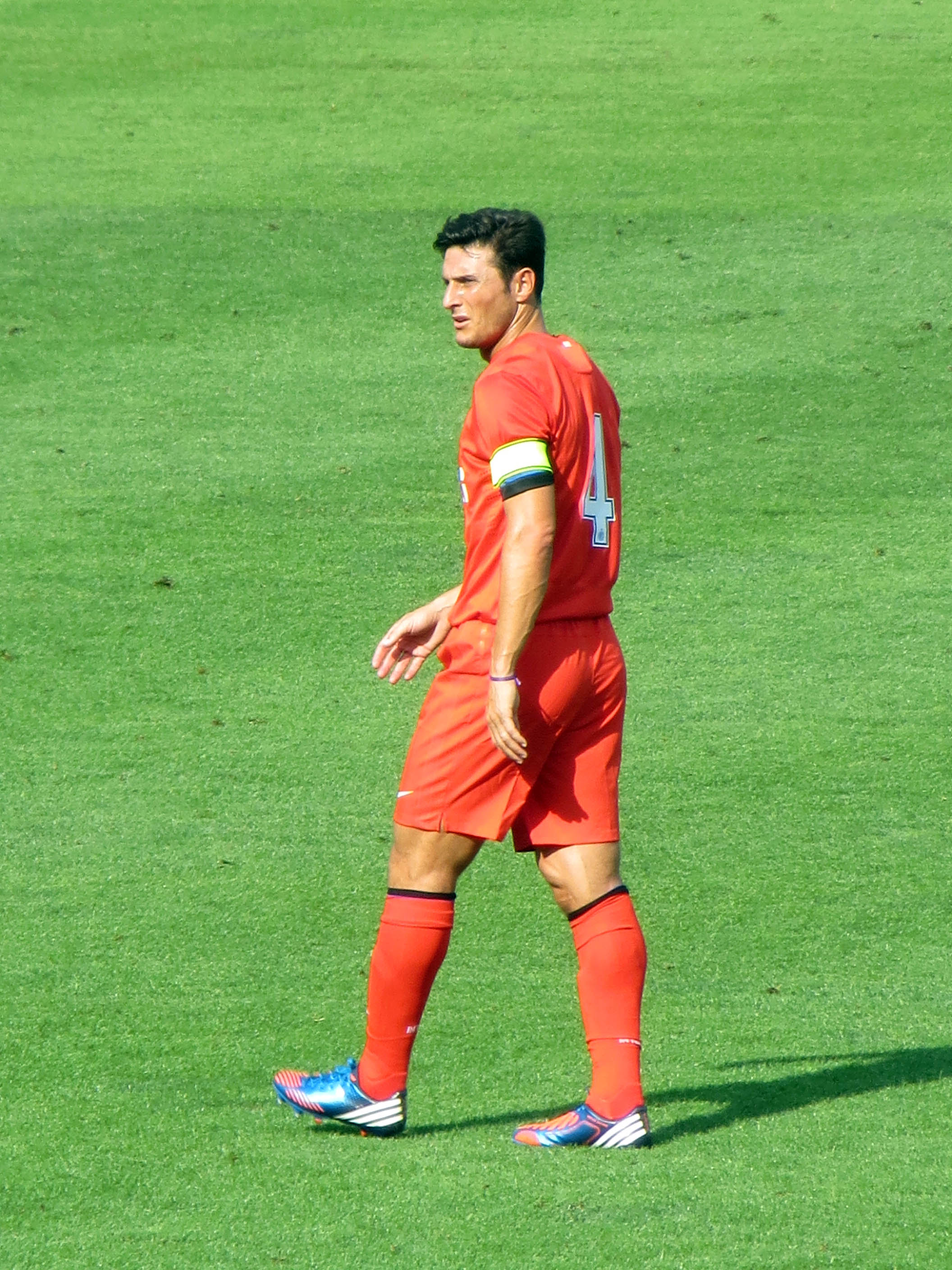
Javier Zanetti (2012)

Zu Beginn seiner Karriere spielte Javier Zanetti für Talleres de Escalada (1992–1993) und Club Atlético Banfield (1993–1995). Im Jahr 1995 wechselte Zanetti nach Europa zum italienischen Traditionsverein Inter Mailand. Sein Serie-A-Debüt feierte er am 27. August 1995 beim 1:0-Sieg im Heimspiel gegen Vicenza Calcio. Seinen ersten Titel mit Inter konnte Zanetti in der Spielzeit 1997/98 gewinnen: Im rein italienischen Finale um den UEFA-Pokal setzte sich seine Mannschaft mit 3:0 gegen Lazio Rom durch, wobei der Argentinier das zwischenzeitliche 2:0 erzielte.
Seit dem Karriereende von Giuseppe Bergomi nach der Saison 1998/99 war Zanetti Mannschaftskapitän von Inter Mailand.
Am 25. September 2008 absolvierte er beim Liga-Heimspiel gegen US Lecce sein 600. Pflichtspiel für die Nerazzuri. Nur Giuseppe Bergomi (756) lag in der ewigen Bestenliste des Vereins zu diesem Zeitpunkt noch vor dem Argentinier. Am 24. Februar 2009 bestritt Zanetti im Achtelfinale der Champions League sein 118. Europapokalspiel für Inter und stellte somit einen Vereinsrekord auf.
Am 3. April 2010 war Zanetti gesperrt, als Inter zu Hause mit 3:0 gegen den FC Bologna gewann. Damit verpasste er zum ersten Mal seit dem 28. Oktober 2006 ein Ligaspiel. Am 16. April 2010 bestritt er sein 500. Serie-A-Spiel für Inter Mailand.
Das Endspiel der UEFA Champions League 2010, in dem Inter Mailand den FC Bayern München mit 2:0 besiegte, war Zanettis 700. Spiel im Inter-Trikot. Dazu entgegnete Zanetti: „Das ist der wichtigste und schönste Sieg. Wir alle verdienen ihn und ich bin stolz, Kapitän dieses großen Inter-Teams zu sein.“ Im August desselben Jahres verlängerte er im Alter von knapp 37 Jahren seinen bis 2011 laufenden Vertrag bei Inter vorzeitig bis Ende Juni 2013.
Im Halbfinal-Rückspiel des italienischen Pokalbewerbs gegen die AS Roma am 11. Mai 2011 bestritt Zanetti sein 1000. Pflichtspiel als Profifußballer (zu diesem Zeitpunkt u. a. 749 Spiele für Inter und 140 für die argentinische Fußballnationalmannschaft).
Am 20. September 2011 bestritt Zanetti in einem Ligaspiel gegen Novara Calcio sein 757. Pflichtspiel für Inter Mailand. Damit löste er Giuseppe Bergomi, der es auf 756 offizielle Auftritte im Trikot der Nerazzuri gebracht hatte, als Rekordspieler der Mailänder ab.
In der Spielzeit 2012/13 absolvierte der Argentinier sein 600. Ligaspiel für Inter. In derselben Saison, am 28. April 2013 in einem Ligaspiel gegen US Palermo, verletzte sich Zanetti, der in seiner bisherigen Karriere von größeren Blessuren verschont geblieben war, an der linken Achillessehne schwer. Ein verletzungsbedingter Ausfall von acht Monaten und somit ein Comeback frühestens in der Saison 2013/14 wurde prognostiziert. Zanetti versicherte aber, dass seine Karriere noch nicht zu Ende sei und er zurückkehren werde. Trotz Zanettis Verletzung entschied sich Inter am 12. Juni 2013 dazu, seinen auslaufenden Vertrag um ein weiteres Jahr zu verlängern. Nach auskurierter Verletzung kehrte er tatsächlich zurück und absolvierte ab dem 12. Spieltag der Spielzeit 2013/14 Spiele in der Serie A. Am 29. April 2014 gab er sodann bekannt, seine Karriere zu beenden und ab der Saison 2014/15 ins Klubmanagement von Inter Mailand zu wechseln. Seine Rückennummer 4 wurde nicht wieder vergeben.

### In der Nationalmannschaft

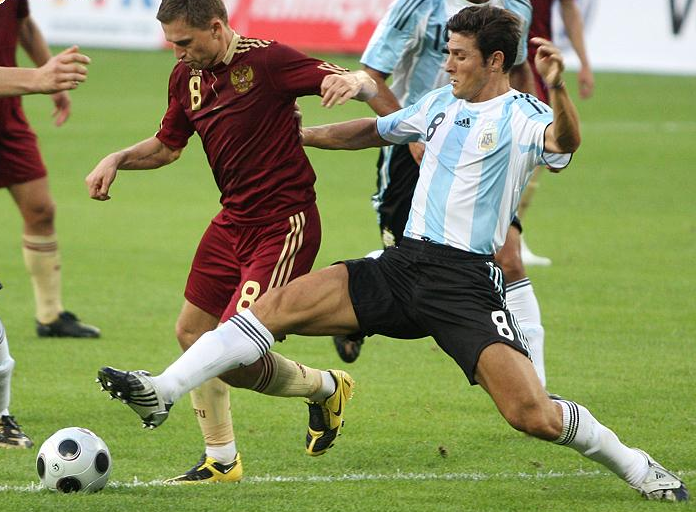
Zanetti im Trikot der Albiceleste (2009)

Javier Zanetti gab am 16. November 1994 beim 3:0-Sieg gegen Chile sein Debüt in der argentinischen Nationalmannschaft. Danach bestritt er das olympische Fußballturnier 1996 in Atlanta mit der U23-Auswahl seines Landes und gewann die Silbermedaille. Bei der Weltmeisterschaft 1998 erzielte er gegen England in der Nachspielzeit der ersten Hälfte das Ausgleichstor zum 2:2, beim Elfmeterschießen gewann die Albiceleste 4:3. Im Viertelfinale scheiterte er mit Argentinien gegen die Niederlande.
Nachdem sich Roberto Ayala kurz vor der Weltmeisterschaft 2002 eine Verletzung zuzog, wurde Zanetti vom damaligen Nationaltrainer Marcelo Bielsa zum Kapitän ernannt. Die Mannschaft konnte trotz Stars wie Gabriel Batistuta, Juan Sebastián Verón oder Ariel Ortega die hohen Erwartungen nicht erfüllen und scheiterte schon in der Vorrunde. Im Jahr 2004 stand er im Kader für die Copa América 2004, bei der er mit Argentinien nach der Finalniederlage gegen Brasilien den zweiten Platz belegte.
Trotz mehrerer Einsätze in der Qualifikation zur Weltmeisterschaft 2006 wurde er von Trainer José Pekerman nicht für den WM-Kader nominiert, stattdessen nahm er Lionel Scaloni mit. Diese Entscheidung empörte viele Fans und die Medien. „Ich weiß nicht, ob es irgendwelche fußballerischen oder nicht fußballerischen Gründe gab. Aber ich kann ruhig schlafen, weil ich diesem Land so viel gegeben habe, und ich mich immer noch als ein Spieler der argentinischen Nationalmannschaft fühle“, wurde Zanetti zitiert, nachdem er von der Nichtnominierung des Turniers mitbekam. Im Sommer 2007 nahm er wiederum an der Copa América teil. Zanetti kam im Laufe des Turniers mehrfach zum Einsatz und führte die Mannschaft als Kapitän an. Der Turniersieg blieb ihm allerdings verwehrt, da Argentinien, wie bereits 2004, im Endspiel gegen Brasilien unterlag.
Am 16. Oktober 2008 absolvierte er beim Qualifikationsspiel zur Weltmeisterschaft 2010 gegen Venezuela (2:0) sein 115. Länderspiel und stellte den Länderspielrekord Argentiniens von Roberto Ayala ein. Vom 17. November 2010 bis zur WM 2018 war er mit 145 Länderspielen alleiniger Rekordhalter Argentiniens, ehe er von Javier Mascherano abgelöst wurde.
Für die Weltmeisterschaft 2010 in Südafrika wurde er von Nationaltrainer Diego Maradona nicht in den WM-Kader Argentiniens berufen. Nach der WM wurde er vom Interimstrainer Sergio Batista in den Kader für das Spiel gegen Weltmeister Spanien am 7. September 2010 berufen und kam beim 4:1-Sieg Argentiniens nach fast einem Jahr Pause erneut zum Einsatz. Mit der Albiceleste nahm er dann auch an der Copa América 2011 in seinem Heimatland teil und stand bei allen vier Spielen Argentiniens auf dem Platz. Das frühe Aus seiner Mannschaft im Viertelfinale konnte er allerdings nicht verhindern.

## Erfolge
Als Nationalspieler 
- Zweiter Platz beim Konföderationen-Pokal: 1995, 2005
- Goldmedaille bei den Panamerikanischen Spielen: 1995
- Silbermedaille beim olympischen Fußballturnier: 1996
- Zweiter Platz bei der Copa América: 2004, 2007

 Mit dem Verein 
- FIFA-Klub-Weltmeisterschaft: 2010
- UEFA Champions League: 2009/10
- UEFA-Pokal-Sieger: 1998
- Italienische Meisterschaft (5): 2005/06 1, 2006/07, 2007/08, 2008/09, 2009/10
- Italienischer Pokal (4): 2004/05, 2005/06, 2009/10, 2010/11
- Italienischer Supercup (4): 2005, 2006, 2008, 2010

 Auszeichnungen 
- Aufnahme in die FIFA 100
- Inter Spieler des Jahres: 1996
- Serie A Verteidiger des Jahres laut Gazzetta dello Sport: 2007
- Golden Foot career Award: 2011

## Sonstiges

### Stil
Javier Zanetti, von den Fans auch "il Treno", "Pupi", "Saverio" oder "el Tractor" genannt, wurde etliche Male zum fairsten Spieler der italienischen Liga ausgezeichnet, denn neben seinen schwer aufhaltbaren Vorstößen auf der rechten Außenbahn (welche ihm den Spitznamen "el Tractor" eingebracht haben) zeichnete er sich auch durch seine Fairness aus. Sein bescheidenes Auftreten ist ebenso eines seiner Markenzeichen.
Zanetti war außerdem für seinen bedingungslosen Einsatz und Trainingsfleiß bekannt. So ging er nach der Trauung mit seiner Frau Paula joggen und nachdem sein Sohn Tomas um 5:00 Uhr zur Welt kam, stand Zanetti nach einer durchwachten Nacht bereits am folgenden Vormittag wieder auf dem Trainingsplatz.

### Privates
Der in Buenos Aires geborene Zanetti besitzt neben der argentinischen auch die italienische Staatsbürgerschaft. Gemeinsam mit seiner Ehefrau Paula hat er drei Kinder: Sol, Ignacio und den obengenannten Tomas. Mit Paula setzt er sich außerdem mit der von beiden gegründeten Wohltätigkeitsorganisation Pupi, die in Argentinien beheimatet ist, für Straßenkinder in Buenos Aires ein.

### Politisches Engagement
Mitte der 1990er-Jahre regten Zanetti und seine Frau die Mannschaft von Inter Mailand zur Unterstützung der sozialrevolutionären Neozapatistas und der zugehörigen EZLN an. Zu den übermittelten Spenden sollen mindestens 5000 Euro und Krankenwagen gehört haben.